# Фарсунд
Фарсунд (норв. Farsund) је насељено место у Норвешкој у округу Западни Агдер. Има статус града од 1795.